# Bradford Woods
Bradford Woods è un comune (borough) degli Stati Uniti d'America, nella contea di Allegheny nello Stato della Pennsylvania. Secondo il censimento del 2010 la popolazione è di 1.171 abitanti.

## Storia
Venne istituita il 3 maggio 1915, dalla Township Marshall 

## Società

### Evoluzione demografica
La composizione etnica vede una prevalenza della razza bianca (97,4%) seguita da quella asiatica (0,5%).
| borough di Bradford Woods Popolazione |       |
| 2000                                  | 1.149 |
| 2010                                  | 1.171 |